# جم تی‌وی
جم تی‌وی (به انگلیسی: GEM TV) یا گروه تلویزیونی جم، یک گروه ایرانی از شبکه‌های ماهواره‌ای است که دفتر مرکزی آن در استانبول قرار دارد. گروه تلویزیونی جم در حال حاضر دارای بیش از ۲۰ شبکه فعال از جمله جم لایف با ده‌ها هزار ساعت برنامه تلویزیونی، فیلم و سرگرمی است. اکنون این شبکه‌ها فقط بر روی ماهواره یاهست قابل دریافت هستند و کل خاورمیانه، اروپا، آسیای مرکزی، شمال آفریقا، روسیه، تایلند و هنگ کنگ را پوشش می‌دهند.

## تاریخچه
گروه تلویزیونی جم در سال ۲۰۰۷ میلادی شروع به کار کرد.
سریال‌های دوبله‌شده حریم سلطان، عمر گل لاله، فاطما گل ،ایزل و عشق ممنوع از جم تی‌وی جزو سریال‌های پرمخاطب این مجموعه بوده‌اند.

### ترور مدیر شبکه‌های جم
در یکشنبه دهم اردیبهشت ۱۳۹۶، رسانه‌ها گزارش دادند که سعید کریمیان، مدیر شبکه‌های جم، توسط دو ضارب نقاب‌دار در خودرو شخصی‌اش در خیابانی در استانبول ترکیه ترور شده است. رسانه‌های ترکیه گزارش دادند که کریمیان در خودرو خود مورد سوءقصد قرار گرفته و یک فرد دیگر با نام «مسلک»، شریک کویتی او نیز کشته شده است. شبکه سی‌ان‌ان ترکیه گزارش داد که فرد همراه کریمیان، ایرانی بوده است.